# 2007年香港慶祝中華人民共和國國慶煙花匯演
2007年香港慶祝中華人民共和國國慶煙花匯演是香港特別行政區政府為慶祝中華人民共和國成立58周年所舉辦的一項節日慶祝活動，煙花匯演於2007年10月1日晚上9時15分在維多利亞港上空舉行。

## 煙花匯演
是次煙花匯演共分成10幕，10幕煙花分別命名為：
| 幕次                                                     | 時間              | 內容介紹 | 附註               |
| 第一幕：喜氣洋洋 配樂：喜樂登樓                          | 21:15:00-21:16:25 | 煙花匯演在一片熱鬧的「哨音」及「禮炮」聲中展開序幕。背景音樂《喜樂登樓》，就如其名般充滿著喜悅的氣氛。頌揚中國國慶是普世歡騰的事。 |                    |
| 第二幕：創造奇蹟 配樂：Mythodea                          | 21:16:26-21:18:52 | 香港人是奇蹟的創造者，具有不屈不朽的精神，為香港帶來希望。「特級炸響」及「中國巨響」煙花，比喻大家豪情向前。 |                    |
| 第三幕：歌舞昇平 配樂：香格里拉                          | 21:18:53-21:20:49 | 中國地大脈搏，人才鼎盛。夜空中，優美的旋律再配以「大棕櫚」及嶄新的「八片大花」煙花，在空中綻放，出現一轉又一轉的「風車」圖案，緩緩散落海上，如此勝景，盡是詩情畫意。                                                                   |                    |
| 第四幕：勢如破竹(正義必勝) 配樂：Harry's Wonderous World | 21:20:50-21:23:59 | 「閃爍傘燈」煙花，在夜空中猶如一顆顆純淨的童心，故事的主角，額角有一道疤痕，當遇見惡魔時，疤痕閃出一道光，邪魔便消散。夜空在緊湊的音樂中閃出一道「紅色的疤痕」，一切烏雲驟散，重見青天。                                               |                    |
| 第五幕：錦繡繁華 配樂：空から降ってきた少女              | 21:24:00-21:26:28 | 香港特區成立十周年，百業興旺。繽紛的煙花在天空中爭妍鬥麗，「錦冠大菊花」、「椰芯牡丹」、「金色光攜帶」及「金錢滿地」煙花，在高空中建立一片繁華興旺的景象。                                                                             | 本樂曲來自天空之城 |
| 第六幕：奧運精神 配樂：Nessun Dorma 原唱：巴伐洛堤       | 21:26:29-21:29:26 | 天際中散發著「七彩特大閃爍」煙花，水面則打出特別的「水中煙花」。五光十色，嘆為觀止，顯示萬眾一心，團結就是力量。而背景音樂《Nessun Dorma》亦曾於1990年世界杯足球賽及2000年冬季奧運會時被採用。                                         |                    |
| 第七幕：先拔頭籌 配樂：Everyone is No.1 原唱：劉德華     | 21:29:27-21:32:12 | 「紅、金子母彈」煙花盛放，加上彩色飄絮，就像運動場內的五彩碎紙飄蕩半空。比喻付出最大的努力，已是勝利！無論成敗，只要盡力，就必定能在歡呼聲中得到讚賞。                                                                                 |                    |
| 第八幕：蓄勢待發 配樂：We Are Ready 原唱：群星           | 21:32:13-21:35:08 | 2008年北京奧運如箭在弦，市民及健兒都蓄勢待發，迎接這項盛事。「銀冠」煙花在天空中爆發，「08」這兩個字劃破長空，象徵眾人已準備一切，期待盛事來臨。                                                                                       |                    |
| 第九幕：回歸10載 配樂：始終有你 原唱：群星               | 21:35:09-21:37:00 | 是年為香港特區成立十周年，回望過去風浪，高低起跌，也從未放棄；勇於積極面對，不怨天尤人。「10」這個字，是年對香港別具意義。緊隨這三個一組造型「10」字，空中更大量出現「彩色子母彈」煙花，象徵中港兩地的重要關係及香港人團結一致的力量。 |                    |
| 第十幕：我愛祖國 配樂：歌唱祖國                          | 21:37:01-21:38:26 | 在慷慨激昂的樂聲中，歌頌祖國。「哨音禮花」及一浪接一浪的「鈦雷」煙花作為結尾，刺激觀眾的視聽神經，留下難忘的體驗，祝福各家庭幸福美滿，與中國一同共創佳績，再創奇蹟。                                                                   |                    |

## 前期籌備工作
一如以往，康文署於2007年5月7日發出新聞公告，邀請贊助者贊助是次煙花匯演，但由於香港潮州商會亦早已表示有意贊助是次煙花匯演，同時多個機構已於同年贊助特區成立十周年煙花匯演，在各社團協調下，香港潮州商會取得是次匯演的贊助權。
2007年6月，香港潮州商會會長馬介璋接受報章專訪時透露，該會將贊助10月1日的煙花匯演，他笑言自己很喜歡看煙花，當看到五光十色的煙花在上空時，會非常的興奮和開心，而當每逢他親臨盛大煙花慶祝晚會，親眼目睹香港人熱愛中國，支持香港共創美好明天的熱烈場面，他的內心深處更是感慨萬分。故即使每次贊助煙花匯演的費用高達數百萬港元，他都是愉快地答應。
2007年8月28日，香港潮州商會召開會員周年大會，身兼達成集團主席的會長馬介璋表示，潮州商會及達成集團已獲香港特區政府批准，聯合出資400多萬港元贊助是次煙花匯演。馬介璋表示，其時中國呈現一片欣欣向榮的景象，經濟發展一日千里，科技突飛猛進，在國際上的地位不斷提高。而香港作為中國的一部分，亦感受到中國的進步與強盛。兩家機構冀透過贊助煙花匯演，表達歡欣喜悅的心情，並祝願中國繁榮富強，香港經濟繼續向好，同時向香港市民及旅港遊客送上節日祝福，以璀璨煙花為國慶節日增添喜慶氣氛。
另一方面，鑒於在2005年，一艘載有200公斤煙花火藥的躉船，在駛往西環危險品倉庫途中發生火警及爆炸，造成1死3傷慘劇，而船上煙花為「幻彩詠香江」煙火表演的剩餘物品。政府及後逐步收緊有關煙花火藥的指引，並聘請顧問，研究加強躉船在運載煙花時的安全性，顧問在是年7月完成《香港煙花匯演報告》，建議採納美國火力防護協會所訂定「NFPA 11-23」標準中對煙花發射筒的間距要求。故此，若使用以往相同面積的躉船發放煙花，煙花的數量將會減少。有關建議在本年九月舉行由17個香港政府部門組成的「煙花匯演籌備委員會」會議中獲得接納。根據新規定，是次煙花匯演，左右兩艘船的彈藥分別由以往的1500公斤減至1000公斤，中間的躉船則可維持在1500公斤水平。
而是年8月，由17個香港政府部門組成的「煙花匯演籌備委員會」召開會議，在會議上，各部門均接納康文署顧問的建議，並決定在是次煙花匯演中，左右兩艘船的彈藥分別由以往的1500公斤減至1000公斤，中間的躉船則可維持在1500公斤水平。土木工程拓展署土力工程師陳宇華表示，早於是年七月，當局已開始與技術總監毛偉誠討論國慶煙花匯演的發放安排，希望做到安全使用煙花的效果，而今次只屬技術性收緊，煙花數量少了，但相信發放效果與過往的分別不大。
而康文署高級經理馬錦榮指，收緊了煙花火藥用量，乃是基於安全理由。他表示即使收緊原有火藥用量的要求，但仍可於煙花的技術設計上彌補視覺效果，而參考2003年國際煙花比賽的經驗，參賽地區煙花火藥用量不多，但效果亦佳。故煙花的觀賞價值並非以量取勝，只要在技術上改善，相信不會影響市民到維港欣賞今次匯演的意欲。至於煙花匯演技術總監毛偉誠則表示，土木工程拓展署礦務部新頒令的發放煙花守則，令今年燃放煙花數量，較2006年減少約20%，但其他國家卻甚少採納指引，如日本、新加坡，但南韓採同一標準。

## 正式對外公佈
2007年9月13日下午，贊助方聯同煙花匯演製作公司及民政事務局代表，假中環潮州商會會所廖寶珊堂召開記者招待會，以介紹當晚煙花匯演的特色。是次煙花匯演一如以往，於中華人民共和國國慶日（2007年10月1日，星期一）香港時間晚上九時十五分，於維多利亞港上空舉行，並由香港潮州商會及達成集團贊助逾300萬港元舉行，贊助者將是次的煙花匯演題為「回歸十載賀國慶　香江幻彩迎奧運」煙花匯演。煙花匯演將分成10幕，由3艘躉船發放約共23,000枚煙花彈，歷時23分26秒。
本年度的國慶煙花匯演，將加入大量具新意的內容，在第四幕的《勢如破竹》便用上掀起全球熱潮《哈利波特》結局篇為主題，在電影主題曲《Harry's Wonderous World》的緊湊節奏下，天空上將出現一道道「閃電」造型的「紅燈籠」煙花，象徵一切烏雲驟散，重見青天，再配上哈哈笑造型煙花，比喻額角有道閃電疤痕的哈利波特出場打敗壞人，邪終不能勝正。煙花匯演技術總監毛偉誠表示，《哈利波特》結局篇大受歡迎，故用上這元素作其中一幕的主題。
而煙花匯演的中段，將出現一連三幕與2008年北京奧運會有關的主題。在第六幕的《奧運精神》，天際中將散發的「七彩特大閃爍」煙花，水面亦會打出特別的水中煙花，展現出五光十色的奇觀。背景音樂則選用剛身故的世界著名男高音巴伐洛堤所主唱的名曲《Nessun Dorma》（公主徹夜未眠），此曲曾於1990年世界盃及2000年冬季奧運會採用，既切合奧運的團結精神，又可讓市民在欣賞煙花之餘，亦可懷念一代歌王的音容。
而第八幕的「蓄勢待發」，則是為了配合2008年北京奧運如箭在弦，市民及健兒蓄勢待發迎接盛事。銀冠形的煙花在天空中爆發後，「08」二字將劃破長空，配合由金培達作曲的《We Are Ready》，象徵期待盛事的來臨，此外，海港上亦會出現奧運五環及水面打出特別的「水中煙花」的煙火效果。上述兩幕煙花，加上第七幕配以劉德華主唱並專程贈予殘運會選手的《Everyone is No.1》，使三幕煙花均充滿運動員的體育精神，並向市民傳遞奧運會蓄勢待發的訊息。
至於第九幕的《回歸10載》則會出現羅馬數字「10」的圖案，寓意特區成立十周年。再配以「彩色子母彈」煙花不斷爆發，象徵中港兩地重要關係及香港人團結一致的力量。毛偉誠表示，「08」與「10」的圖案是為了是次煙花匯演所設計，不過羅馬數字在煙花技術上相對較為困難，特別「10」這個數字，其「1」字在技術上很難做到，容易出現「一0」和「01」的情況，但經反覆測試後，現已有足夠把握為市民呈獻。而由於「10」從對岸的相反方向觀看會變成「01」，故屆時會以兩個方向反覆發放多次。
整體而言，是次煙花匯演主體可分成兩部份，在首五幕的煙花發放，將較著重文化氣息，節奏不會十分緊湊。而燃放的煙花亦以火藥量較少的字體及圓形等平面煙花圖案，取代全球狀的菊花球煙花，而左右兩邊躉船所發放的煙花亦會較置中的躉船為少，以保留足夠煙花彈在匯演後半部發放。毛偉誠相信，觀眾在欣賞煙花時不難察覺，煙花圖案比例及體積會較以往少，或不及以往般澎湃震撼，但相信以多首市民耳熟能詳的旋律，可以彌補視覺效果上的不足。至於後半部第六至第十幕的煙花，將以「迎京奧」、「慶回歸」（特區成立十周年）及「賀國慶」作主題，屆時煙花匯演的節奏將明顯加快，屆時需使用較多火藥如「牡丹花」、「菊花球」等圖案的煙花亦會較多，以增加煙花匯演的震撼效果。是次煙花匯演將由三艘躉船於會展對開300米處成一直線排開，故市民毋須擠到海港兩旁觀看。
由於香港政府土木工程拓展署在是年7月起收緊躉船存放煙花火藥數量的指引，參考了美國火力防護協會（National Fire Protection Association）的標準，使是次可用於煙花匯演的煙花彈減少至3.5公噸。毛偉誠表示，新指引著實增加設計煙花匯演時的難度，設計時亦須平衡火藥的使用及對視覺效果的影響，以確保不會影響煙花發放時的質素。故籌備的時間亦由過往的兩個月增至三個多月。而花在設計上的時間亦增至兩個月，較以往多出一倍。他指出，增加躉船數目雖可解決載運煙花彈藥減少的限制，但香港適合運載及發放煙花的躉船不多，而船隻需要改裝，並須申領牌照及購買保險等才可使用，花耗時間尤多，同時贊助商不希望透過縮短煙花發放時間以解決問題，故須從煙花圖案方面入手。
香港潮州商會會長兼達成集團主席馬介璋表示，國慶煙花匯演意義重大，除慶祝中華人民共和國成立58周年和香港特區成立十周年外，2008年北京奧運會已進入倒數階段，身為中國人，能夠參與一個象徵人類和平、友誼的盛會，感到萬分自豪和歡欣。而達成集團已是第三次贊助國慶煙花匯演，冀透過是年國慶煙花匯演，可凝聚全港市民力量，展現中國人民同根同心的精神，同時祝願中國經濟繁榮，社會和諧安定。他表示，煙花匯演舉行當晚，兩家機構將在香港會議展覽中心舉行慶祝晚宴，屆時行政長官曾蔭權、中聯辦主任高祀仁、中國外交部駐港特派員呂新華及民政事務局局長曾德成均會為煙花匯演主禮。同時大會亦會於香港文化中心、星光大道及會展外架設大型音響設施，實時播放煙花匯演的背景音樂。
而康樂及文化事務署娛樂事務辦事處高級經理馬錦榮表示，預計國慶當晚將有超過40萬名市民及遊客在維港兩岸觀賞煙花，由於當晚煙花匯演將由香港電台第四台同時播放，市民無需特意湧至維港兩岸岸邊觀看，同時他亦呼籲市民屆時應遵守秩序，以免發生意外，並在匯演完結後離開時不要留下垃圾。

## 後期籌備工作
香港警務處在9月27日估計，由於是年國慶黃金周從中國內地到港的旅客人數上升，故煙花匯演舉行當晚將約有35至40萬人到海港兩岸欣賞煙花，較2006年國慶煙花匯演時多。為此，香港政府多個政府部門在煙花匯演進行前，採取了多項陸上及海上交通等管制措施，以應付前往觀看煙花的人潮。
在海上交通方面，海事處於煙花匯演舉行當日，將海運大廈西南端至中區政府碼頭以及紅磡火車站貨運碼頭至奇力島香港遊艇會防波堤之間的維多利亞港中部水域列作限制區，並於當晚20:15至22:15期間禁止船隻行走，而天星小輪各航線及新世界第一渡輪各離島航線亦會於海港封閉期間暫停行走。另提供海上離岸觀賞煙花匯演之船隻須於匯演進行期間停於限制區以東的水域，而觀光遊覽船如在晚上十時十五分海港解封後，於中環碼頭及九龍公眾碼頭卸客，須於指定等候區內等候，而船隻使用九龍公眾碼頭卸客碼頭時則須從東面進入等候區，並於卸客後從西面離開。
而陸上交通方面，警方將於煙花匯演舉行當日下午六時十五分起，陸續封閉尖沙咀區內多條街道。而香港島干諾道中、夏慤道、告士打道及灣仔軒尼詩道以北的大部分街道則於晚上七時十五分起封閉，而山頂區及由維園道至民康街之東區走廊西行線亦會採取交通管制措施。在封路及交通管制措施實行期間，所有設於受影響範圍的路旁泊車位將被取消，而在封路範圍內的停車場通道及酒店行車通道將於封路期間不准車輛進出。 警方表示為公眾安全起見，尖沙咀區內、地鐵尖沙咀站及九鐵尖東站將實施人群管制措施，市民應遵從在場警務人員的指示。而市民請勿在人多擠迫的地方奔跑及闖入緊急車輛通道，此外，當梳士巴利道尚未成為行人專用區時，市民應使用行人隧道橫過梳士巴利道。
而交通安排方面，九廣東鐵於當晚九時四十五分至十一時十五分，會將班次加密至三分十八秒一班。而地鐵於當晚七時至十一時三十分加密班次，其中荃灣、觀塘、港島及將軍澳線將加密至三分鐘一班，而東涌線香港站至青衣站之間的服務亦會加密至五分鐘一班。而香港電車、山頂纜車及香港島內部分巴士服務亦會因應乘客需求而加密班次行駛。而所有位於受封路影響範圍之巴士車站及專線小巴站將會暫停使用，有關的車站將暫時設於佐敦匯翔道巴士總站，廣東道中港碼頭外、加連威老道香港科學館對出、中環交易廣場巴士總站及軒尼詩道近灣仔地鐵站等地點。
另一方面，天文台科學主任譚廣雄在9月28日時指出，由於香港以南有一道低壓區，並有機會發展成為熱帶低氣壓，並於9月30日晚上至10月1日早上較接近香港，令天氣不穩定。故不排除在10月1日需發出熱帶氣旋警告訊號，即使不用發出警告訊號，10月1日的天氣也定會受影響，或會影響煙花匯演舉行。而康文署指，倘若天氣情況惡劣，當日下午將會與贊助商商討是否更改日期，但一般不會更改煙花發放時間以遷就天氣情況，但即使少許微雨，也不影響放煙花。

## 煙花匯演所帶來的商業活動
一如往年，煙花匯演亦帶旺了不少與其有關的商業活動。有商場為增加商舖零售收入，以開放停車場供人觀看煙花作招徠。另一方面，不少食肆、酒店、海上遊覽船以至新樓樓盤等均推出與煙花匯演有關的商業活動以增加營業額。不過，由於澳門在同日亦有舉辦煙花匯演，且當地的旅遊事業日益興旺，故香港是年與煙花匯演有關的商業活動亦略受影響。
在尖沙咀一家大型商場，顧客需於指定日期購物滿港幣五百元再加上20港元的捐款予香港公益金，便可換取入場券兩張，憑券可於煙花匯演舉行當晚到露天停車場欣賞煙花匯演，為增加其稀有性，商場更只會派出一千張入場券。
至於食肆方面，大部分能觀看煙花海景的食肆於匯演當晚的訂位於舉行前約一週已幾近爆滿。在尖沙咀的其中一間食肆，在當晚推出煙花宴套餐。每位880至1,680元不等。其負責人表示，由於澳門是年亦有國慶煙花表演，故接受訂位初期未及7月1日時踴躍，但估計當晚仍會爆滿，估計營業額將100萬港元，其中來自中國內地的客比例將增至40%，而平均消費約為二千港元。而在中環國際金融中心的一家酒樓，其負責人稱，由於股市及樓市暢旺，市民消費意慾佳，故即使把套餐價錢則由2006年的每位580元增至688元，也沒有影響訂位反應，並預料當晚生意額較2006年增加10%。 此外，尖沙咀有酒店則以新派菜加入中式菜，並以茶入饌作招徠；而紅磡亦有酒店推出多道「大閘蟹」的時令菜式。 至於西餐方面，一家在尖沙咀海運大廈及灣仔分域碼頭均設有分店的澳洲海鮮餐廳，當晚將推出特別供應四道菜式的晚餐，每位港幣688元。其中主菜分別為烤吞拿魚塊帕爾巴馬火腿卷及香煎澳洲牛柳伴鵝肝野生蘑菇卷，而其他菜式則為烤帶子配和牛薄片、龍蝦香茅湯及雜錦果莓千層蛋糕，而當晚惠顧的顧客更獲贈一杯Bollinger香檳。
在酒店方面，尖沙咀多間酒店海景房亦在匯演舉行前一周左右被訂滿，有酒店在國慶假期期間推出親子住宿增值套餐，內容包括美式自助早餐、親子活動班及兒童餐桌禮儀班等，而此計劃更容許顧客在晚上八時才退房。而香港島灣仔區一家酒店則推出國慶假期住房優惠，客人可免費提升房間級數至海景客房。此外，多間酒店旗下的食肆亦會推出新菜式以作招徠，而即使酒店內的食肆座位沒有海景，酒店方面亦會安排顧客到露天可觀看海景的地方欣賞煙花。
而海上遊覽船方面，有旅行社指，由於經濟持續向好，使報團人數增加，故是次所推出的豪華煙花團將安排團友乘坐豪華雙體遊船，團費為439港元，名額約300人，至9月23日時已滿了七成，其中一半更是來自中國內地的個人遊旅客。而另一家旅行社則於推出兩個團種吸引市民，第一個鳳園蝴蝶保護區團，為新開辦的團種，而第二個則為糧船灣團，讓團友在賞煙花前到海膽養殖場參觀，並即場品嚐新鮮海膽，團費由238至248港元。兩團合共有2,000個名額，至9月20日時只餘下300個。另該公司發言人稱，煙花匯演舉行當晚，他們已要動用約30艘船接載煙花團團友，而包團團數也較去年增加10%。 此外，有地產發展商為吸引買家，在旗下位於何文田的樓盤內舉行煙花晚會，議買家體會樓盤的壯麗夜景。

## 媒體播放
一如以往，香港各電視台均會為煙花匯演作現場直播，而香港電台第四台亦會在煙花匯演舉行期間播出背景音樂，以供現場觀眾加強視聽效果。另外，多家香港境外電子傳媒亦會為是次煙花匯演作現場直播或錄影轉播。以下是有關電視節目的播映資料：
| 頻道                              | 首播日期及時間 (HKT)      | 主持                    | 收視／收看人數   | 備註 |
| --------------------------------- | ------------------------- | ----------------------- | ---------------- | ---- |
| 無線電視翡翠台                    | 2007年10月1日 21:14-21:39 | 吳家樂、朱凱婷、 葉翠翠 | 34點 2,203,880人 |      |
| 亞洲電視本港台                    | 2007年10月1日 21:13-21:38 | 袁文傑、珈 潁           | 5點 324,100人    |      |
| 有線電視直播新聞台 有線衛視新知台 | 2007年10月1日 21:13-21:38 | 吳天瑜（新知台）        |                  |      |
| now財經台                         | 2007年10月1日 21:15-21:xx |                         |                  |      |